# Eivar Widlund
Eiwar Fritiof Widlund, teilweise auch Eivar Widlund geschrieben, (* 15. Juni 1906 in Örebro; † 31. März 1968 in Stockholm) war ein schwedischer Fußballspieler. Der Torwart, der mit AIK den schwedischen Meistertitel errang, spielte fünfmal in der schwedischen Nationalmannschaft.

## Werdegang
Widlund begann seine Fußballkarriere beim Örebro SK. Als der in der Allsvenskan spielende, seinerzeit noch in Stockholm beheimatete AIK im Frühjahr 1929 in Abstiegsgefahr geraten war, holte er ihn als Ersatz für den bisherigen Stammtorhüter Thure Westerdahl in die erste Liga. Dort lief er bis zum Ende der Spielzeit 1928/29 in sechs Spielen auf und erreichte mit der Mannschaft nach vier Siegen und einem Unentschieden in diesen Spielen zum Saisonende den neunten Platz. Damit hatte er sich als Stammspieler etabliert und verpasste in den beiden folgenden Spielzeiten keine Spielminute. Parallel hatte er die Verantwortlichen des Svenska Fotbollförbundet auf sich aufmerksam gemacht, so dass das Auswahlkomitee des Verbandes ihn 1930 in die Nationalmannschaft berief. Hatte im Verlauf des Jahres Sigge Lindberg bei den meisten Länderspielen das Tor der Landesauswahl gehütet, debütierte Widlund am 28. September anlässlich eines 4:4-Unentschiedens gegen Finnland im Nationaljersey. Anschließend rückte er jedoch hinter Anders Rydberg ins zweite Glied und saß hauptsächlich als Ersatzmann bei Spielen der Auswahl auf der Ersatzbank.
Im Laufe der Spielzeit 1931/32 blieb Widlund 256 Spielminuten in Folge ohne Gegentor. Damit trug er entscheidend dazu bei, dass der Klub die Vormachtstellung der Göteborger Vereine Örgryte IS und GAIS sowie von Helsingborgs IF durchbrach und als erster Stockholmer Klub in der Allsvenskan den Von-Rosens-Pokal als Trophäe für den Gewinn des Landesmeistertitels gewann. An der Seite von Sven Andersson, Per Kaufeldt, Axel Alfredsson, Eric Persson und Wilhelm Petersén hatte er dabei 21 Saisonspiele bestritten, einzig im Spiel gegen den späteren Absteiger Hallstahammars SK wurde er durch Bertil Linde ersetzt. Obwohl im selben Jahr letztmals im Tor der Nationalmannschaft eingesetzt, gehörte er zwei Jahre später dem schwedischen Kader bei der Weltmeisterschaft 1934 an. Im Turnierverlauf war er Ersatzmann von Anders Rydberg, kam jedoch nicht zum Einsatz.
Bis zum Herbst 1935 war Widlund über weite Strecken Stammspieler bei AIK. Anschließend beerbte ihn Gustav Sjöberg, der nach seinem Debüt 1932 zeitweise aufgelaufen war, endgültig zwischen den Pfosten, so dass er nach 131 Erstligaspielen für den Klub seine Fußballkarriere beendete. Parallel war er im Eishockey, Tischtennis sowie Bandy für den Verein tätig gewesen.
Widlund war mit der Leichtathletin Maj Jacobsson Widlund verheiratet, die im 80-Meter-Hürdenlauf zeitweise Weltrekordhalterin war und in dieser Disziplin 1930 bei den Frauen-Weltspielen in Prag siegte sowie mehrfach nationale Meistertitel gewann. Die 1938 geborene gemeinsame Tochter Ann-Cathrine Widlund startete eine Gesangskarriere. Widlund arbeitete während seiner Zeit als aktiver Spieler hauptberuflich als Verkäufer. Später übernahm er den Schiffshandel seines Schwiegervaters.
| Personendaten    | Personendaten                          |
| ---------------- | -------------------------------------- |
| NAME             | Widlund, Eivar                         |
| ALTERNATIVNAMEN  | Widlund, Eiwar Fritiof; Widlund, Eiwar |
| KURZBESCHREIBUNG | schwedischer Fußballtorhüter           |
| GEBURTSDATUM     | 15. Juni 1906                          |
| GEBURTSORT       | Örebro                                 |
| STERBEDATUM      | 31. März 1968                          |
| STERBEORT        | Stockholm                              |